# Arrigo Bertacchini
Arrigo Bertacchini (Guarda Ferrarese, ... – ...; fl. XX secolo) è stato un calciatore italiano, di ruolo Difensore.

## Biografia
Il secondo dei tre fratelli Bertacchini, giocava come difensore, era conosciuto come Bertacchini II°.

## Carriera
Ha giocato tre stagioni a Ferrara con la Spal, la prima nel 1925-26 in Seconda Divisione, contribuendo alla promozione, poi due stagioni dal 1926 al 1928 in Prima Divisione esordendo in prima squadra il 25 settembre 1927 nella partita Spal-Triestina (0-1),

## Palmarès

### Club

#### Competizioni Nazionali
- Seconda Divisione: 1

SPAL: 1925-1926